# LEW EL 7
Die Baureihe EL 7 des LEW Hennigsdorf bezeichnet eine Akkumulatorlokomotive, die von 1953 bis 1956 in zwei Exemplaren gebaut wurde. Die 1953 gebaute Lok wurde an die Zinngrube Ehrenfriedersdorf geliefert und die 1956 gebaute Lok nach Polen exportiert.

## Entwicklung
Diese Grubenlokomotive wurde 1953 und 1956 in nur zwei Exemplaren gebaut. Sie war die größte Akkulok aus DDR-Produktion.

## Konstruktive Merkmale

### Mechanik
Die Lokomotive besaß einen Außenrahmen als tragende Konstruktion und einen Endführerstand. An der Kopfseite besaß die Lok einen Begleitstand. Ausgeführt wurde sie mit einem geschweißten Rahmen. In der Konstruktion stellte sie eine um einen Batteriekasten verlängerte LEW EL 8 dar. Als Feststellbremse verfügte sie über eine Handspindelbremse.

### Elektrik
Die Batteriespannung betrug 112 V bei einer Kapazität von 2 × 455 Ah. Jede Achse wurde von einem Tatzlagerfahrmotor angetrieben. Mit dem Nockenfahrschalter können die Fahrstufen ausgewählt werden. Die beiden Fahrmotoren konnten parallel oder in Reihe an die Akkumulatoren angeschaltet werden, was die Grundfahrstufen ergab, weitere Zwischenfahrstufen waren mittels Feldschwächung einstellbar.
Die nach Polen exportierte Lok wurde schlagwettergeschützt ausgeführt.